# Tevya
Pour plus de détails, voir Fiche technique et Distribution.
Tevya est un film américain réalisé par Maurice Schwartz, sorti en 1939.

## Synopsis
Le film met en scène le personnage de Tevye le laitier créé par Cholem Aleikhem (qui inspirera par la suite la comédie musicale Un violon sur le toit).

## Fiche technique
- Titre : Tevya
- Réalisation : Maurice Schwartz
- Scénario : Marcy Klauber et Maurice Schwartz d'après le personnage des nouvelles de Cholem Aleikhem
- Musique : Sholom Secunda
- Photographie : Larry Williams
- Montage : Sam Citron
- Production : Maurice Schwartz et Henry Ziskin
- Société de production : Maymon Film
- Société de distribution : Maymon Film (États-Unis)
- Pays de production :  États-Unis
- Genre : Drame
- Durée : 93 minutes
- Date de sortie : 
  - États-Unis : 21 décembre 1939

## Distribution
- Maurice Schwartz : Tevya « Tevye »
- Miriam Riselle : Chavah « Khave »
- Rebecca Weintraub : Goldie « Golde »
- Paula Lubelski : Zeitel « Tseytl »
- Leon Liebgold : Fedya « Fedye » Galagen
- Vicki Marcus : Shloimele
- Betty Marcus : Perele
- Julius Adler : Aleksei, le prêtre
- Daniel Makarenko : Mikita Galagen, le père de Fedya
- Helen Grossman : Mme. Galagen, la femme de Mikita
- Morris Strassberg : Starosta
- Al Harris : Zazuli « Zuzuya »
- Louis Weisberg : Shtarsina
- Boas Young : Uradnick, l'officier

## Distinctions
Le film a été inscrit au National Film Registry en 1991.